# Štěstí v neštěstí
Štěstí v neštěstí, polsky Nędza uszczęśliwiona (v českém překladu přibližně Šťastná bída) je opera o dvou dějstvích s hudbou Matěje Kamenského na libreto Wojciecha Bogusławského vytvořeném na základě kantáty Franciszka Bohomolce.

## Historie vzniku
V roce 1777 napsal polský jezuita Franciszek Bohomolec libreto kantáty Nędza uszczęśliwiona - Šťastná chudoba. Wojciech Bogusławski tuto kantátu přetvořil na operní libreto, kterou zhudebnil slovenský skladatel Matěj Kamenský.
Premiéra opery se odehrála 11. července 1778  ve velkolepém Radziwiłłském paláci  ve Varšavě. Celý název v původním pravopisu zní: Nędza uszczęśliwiona Naypierwsza oryginalna polska opera w dwóch aktach z muzyką Macieia Kamieńskiego wystawiona w Warszawie 1778 (volně přeložena jako: Šťastná bída, nejstarší původní polská opera ve dvou jednáních s hudbou Matěje Kamenského ve Varšavě roku 1778).
Nędza uszczęśliwiona z roku 1778 byla považována za nejstarší dochovanou operu v polském jazyce. Dříve bylo známo pouze to, že před Štěstím v neštěstí existovaly starší opery Michała Kazimierze Ogińského: Opuštěné děti (Opuszczone dzieci) a Proměněný filosof (Filozof zmieniony) z roku 1771.  Tento stav se změnil, když byl v roce 2005 zveřejněn anonymní rukopis komické barokní opery z knihovny Univerzity Adama Mickiewicze v Poznani. Autorem zpracování byl prof. Jerzy Gołos, který operu datoval do začátku 18. století a dal mu titul Heca albo polowanie na zająca (Heca čili hon na zajíce).  

## Osoby a hlasy
- Stařec - baryton
- Anna, chudá vesničanka - sopráni
- Kasia, její [6] dcera - soprán
- Jan, bohatý měšťan - basa
- Antek, sedlák - tenor

Děj se odehrává ve panské vesnici Wsi Szlacheckiéy. 